# 21057 Garikisraelian
21057 Garikisraelian è un asteroide della fascia principale. Scoperto nel 1991, presenta un'orbita caratterizzata da un semiasse maggiore pari a 2,2876243 UA e da un'eccentricità di 0,0357336, inclinata di 7,90359° rispetto all'eclittica.